# Montée de Bisanne
El Montée de Bisanne o Signal de Bisanne es un puerto de montaña situado en los Alpes franceses que culmina a 1930 m s. n. m., cerca de Villard-sur-Doron, en el departamento de Alta Saboya, en la región francesa de Ródano-Alpes.
Hay dos opciones para subir el Montée de Bisanne, ya sea por la parte sur, la más exigente o la parte este, donde también asciendes el Col des Saises. Esta última vertiente es menos dura y exigente que la anterior

## Ciclismo
El Montée de Bisanne fue subido por primera vez en el Tour de Francia 2016, y gracias a su máximo nivel de dureza está clasificado en la categoría HC (Hors-Catégorie).
Su vertiente sur tiene una longitud de 14,5 km y una pendiente media del 8,4%. Su pendiente máxima es el 13%, situada en los últimos kilómetros.
Su vertiente este es menos dura, ya que tiene una longitud de 18,1 km y su pendiente media es del 6,8%. Su vertiente este sigue siendo considerada de HC (Hors-Catégorie).
Los corredores que han pasado en primer lugar por la cima del puerto son:
| Año  | Etapa | Categoría           | Líder de la etapa en la cima |
| ---- | ----- | ------------------- | ---------------------------- |
| 2016 | 19    | Hors Catégorie (HC) | Rafał Majka                  |
| 2018 | 11    | Hors Catégorie (HC) | Julian Alaphilippe           |